# Fish Tank
Pour plus de détails, voir Fiche technique et Distribution.
Fish Tank est un film britannique réalisé par Andrea Arnold et sorti en 2009. Dans une banlieue d'Angleterre, Mia, une adolescente rebelle de quinze ans interprétée par Katie Jarvis n'a qu'une unique passion : le hip-hop. Sa vie est bouleversée lorsqu'elle fait la connaissance du compagnon de sa mère, Connor (Michael Fassbender).
Comme Red Road (2006), le précédent long métrage de la réalisatrice, Fish Tank remporte le Prix du jury au Festival de Cannes 2009, ainsi que le BAFTA du meilleur film britannique en 2010.

## Synopsis
Mia Williams (Katie Jarvis), quinze ans, est volatile et solitaire. Elle vit dans une banlieue tapissée de HLM à l'Est de Londres avec sa mère célibataire, Joanne (Kierston Wareing), et sa sœur cadette, Tyler, et elle a avec elles des rapports très conflictuels. Elle entre également en conflit avec son amie Keely. Sa seule passion semble être le hip-hop qu'elle danse seule dans un appartement inoccupé du quartier. En rentrant chez elle, elle aperçoit un cheval attaché par une chaîne dans un terrain vague sur lequel sont installés quelques Roms. Elle tente de le libérer mais se fait attraper par deux jeunes hommes, les propriétaires du cheval, qui se moquent d'elle et tentent de l'agresser. Elle réussit à s'échapper, un troisième garçon, Billy (Harry Treadaway), frère des deux autres, lui explique gentiment que cette jument est vieille et malade, et il se lie d'amitié avec Mia.
Pendant un week-end, Connor O'Reily (Michael Fassbender), le nouveau compagnon de Joanne, bel Irlandais charmeur, emmène la famille à la campagne pour tenter de faire bonne impression aux filles de sa nouvelle conquête. Mia est brusque avec lui, comme elle l'est avec tout le monde, mais il semble également l'intriguer à force de compliments et d'attentions.
Mia visionne des vidéos de break dance sur YouTube, dans un cybercafé. quand elle en sort, affichée sur la vitrine, elle découvre une petite-annonce d'un club recrutant des danseuses. Connor l'encourage à postuler pour l'audition, et lui prête un caméscope. Mia lui emprunte (d'abord sans le lui dire) son CD de Bobby Womack, avec la chanson California Dreamin' qu'il lui avait fait écouter pendant le week-end. Mia fait des efforts, mais il change de comportement et lui administre une fessée pour avoir fugué pendant une visite de l'assistante sociale. Mia envoie une cassette de ses performances au club et elle y est invitée pour une audition quelques jours plus tard.
Un soir, alors que Joanne, ivre, dort dans son lit à l'étage, Connor buvant assis sur le canapé devant la télévision, demande à Mia de lui montrer la danse qu'elle a prévu pour l'audition. Après quelques gorgées d'alcool, elle s'exécute, puis il l'invite à s’asseoir près de lui, ils font l'amour furtivement, puis il s'excuse. Le lendemain matin, Mia entend sa mère pleurer et découvre que Connor est parti. Elle fait du stop et le trouve devant sa maison à Chadwell St Mary, elle l'interroge sur son départ. Il explique qu'il ne peut plus les voir, et l'emmène en voiture à la gare de Tilbury Town pour qu'elle rentre chez sa mère. Au lieu de cela, elle retourne chez Connor et entre dans la maison par une fenêtre laissée entrouverte, où elle découvre l'existence de la femme de Connor, ainsi que de leur fille sur une vidéo. Elle urine sur la moquette pour se venger.
Alors qu'elle observe Keira, la fille de Connor, faire de la trottinette dans sa rue, et prise d'une impulsion, Mia persuade l'enfant de la suivre. Après avoir marché longtemps, Keira est fatiguée et commence à avoir peur, elle fuit et lorsque Mia la rattrape, Keira lui donne des coups de pied. Exaspérée, Mia la pousse dans la rivière. Puis, se rendant compte de la gravité de son acte, l'aide à sortir de l'eau avec un bâton et la ramène chez elle alors que la nuit tombe. Alors qu'elle remonte la rue, Connor la rattrape en voiture et la poursuit lorsqu'elle tente de lui échapper. Il la gifle violemment, la projetant au sol, et s'en va sans dire un mot.
Le lendemain, Mia va à son audition, où il est rapidement évident que le club en question cherche des danseuses érotiques, et Mia commence à peine à danser qu'elle quitte brutalement la scène. Elle rejoint Billy dans son camp pour lui raconter ses mésaventures, mais lorsqu'elle arrive, il lui annonce que le cheval était trop malade et qu'il avait dû être abattu. Mia s'effondre en larmes. Billy la réconforte et lui explique qu'il s'en va pour Cardiff au pays de Galles, et il lui propose de l'accompagner.
Mia retourne chez elle pour faire sa valise, fait des adieux sincères à sa mère et Tyler, monte dans la voiture de Billy et ils partent.

## Fiche technique
- Titre : Fish Tank
- Réalisation : Andrea Arnold
- Scénario : Andrea Arnold
- Photographie : Robbie Ryan
- Son : Joakim Sundström
- Montage : Nicolas Chaudeurge
- Décors : Helen Scott
- Costumes : Jane Petrie
- Production : Kees Kasander et Nick Laws ; Christine Langan et David M. Thompson (prod. exécutifs)
- Sociétés de production : BBC Films, UK Film Council et Kasander Film Company
- Sociétés de distribution : IFC Films, MK2 Diffusion, Monopole-Pathé
- Pays d'origine : Royaume-Uni
- Langue : Anglais
- Format : 70 mm - 1,33:1 - Son Dolby numérique
- Genre : Drame
- Durée : 124 minutes
- Dates de sortie :
  -  France : 14 mai 2009 (Festival de Cannes 2009)
  -  Royaume-Uni : 11 septembre 2009
  -  France /  Belgique : 16 septembre 2009

## Distribution
- Katie Jarvis (VFB : Marion Nguyen Thé) : Mia Williams
- Michael Fassbender (VFB : Mathieu Moreau) : Connor O'Reily
- Kierston Wareing (VFB : Nathalie Stas) : Joanne Williams, mère de Mia
- Rebecca Griffiths (VFB : Aaricia Dubois) : Tyler Williams, sœur cadette de Mia
- Harry Treadaway (VFB : Maxime Donnay) : Billy, rom, amoureux de Mia
- Sydney Mary Nash : Keira O'Reily, fille de Connor
- Sarah Bayes : Keely, amie de Mia

Source : Crédits VF à la fin du film

## Production

### Développement
Il s’agit du troisième film consécutif primé au plus haut niveau pour la réalisatrice britannique Andrea Arnold ; dans l’ordre : Wasp, Oscar du meilleur court métrage en prises de vues réelles en 2005 ; Red Road, Prix du jury au Festival de Cannes 2006 ; et, donc, Fish Tank également Prix du jury au Festival de Cannes 2009. Elle est de plus l'unique scénariste de chacun de ses films.

### Choix des interprèes
L'actrice principale Katie Jarvis n'avait jamais pratiqué la danse au moment du tournage. C'est pourtant son manque de technique et le fait qu'elle soit totalement elle-même quand elle danse qui a séduit la réalisatrice Andrea Arnold.

### Tournage
Fish Tank a été tourné dans la région de l'Essex, à l'est de Londres. La réalisatrice a notamment choisi ce lieu pour ses grands espaces, ses paysages désolés, ses aires de stationnement et le cours que prend la Tamise à cet endroit.

### Bande originale
La bande originale du film comprend notamment California Dreamin' interprété par Bobby Womack, ainsi que Life's a Bitch, tiré de l'album culte Illmatic de NAS.

## Accueil

### Accueil critique
Fish Tank a reçu une majorité de critiques positives. Il obtient un score de 90 % et le label « Certified Fresh » par le site Rotten Tomatoes, dont le consensus fait état d'un film « qui a du cran et représentant le réalisme britannique à son plus haut niveau, avec des interprétations impeccables de la jeune Katie Jarvis et de Michael Fassbender ». Metacritic affiche 81 sur 100. En France, Allociné rapporte un total de 3,9 étoiles sur 5 pour les critiques de la presse et 3,7 pour les spectateurs.
Le critique de cinéma David Denby écrit sur The New Yorker que « Fish Tank commence par représenter un aperçu du chaos de la vie ouvrière, mais il devient un film imposant et émotionnel, comparable aux classiques sur la jeunesse à problèmes comme Les Quatre Cents Coups,. » Dans The Guardian, Andrea Arnold est décrite comme la successeure naturelle de Ken Loach et le journaliste ajoute que « Jarvis nous offre ici une performance honnête qui peut être comparée à celles de David Bradley dans Kes ou d'Émilie Dequenne dans Rosetta. Sa relation avec Fassbender donne au film un cœur qui bat ».

### Box office
Le film a rapporté un total de 2 357 852 $ et fait plus de 190 000 entrées en France.

## Distinctions

### Récompenses
| Année | Cérémonie ou récompense                               | Prix                                              | Lauréat(es)                               |
| ----- | ----------------------------------------------------- | ------------------------------------------------- | ----------------------------------------- |
| 2009  | British Independent Film Awards                       | Meilleur réalisateur                              | Andrea Arnold                             |
| 2009  | British Independent Film Awards                       | Meilleur espoir                                   | Katie Jarvis                              |
| 2009  | Festival de Cannes                                    | Prix du jury                                      | Andrea Arnold                             |
| 2009  | Festival international du film de Chicago             | Hugo d'argent - Prix spécial du jury              | Andrea Arnold                             |
| 2009  | Festival international du film de Chicago             | Plaque d'or - Meilleur acteur dans un second rôle | Michael Fassbender                        |
| 2009  | Festival international du film d'Édimbourg            | Meilleure interprétation britannique              | Katie Jarvis                              |
| 2009  | Festival du film de Motovun                           | Prix FIPRESCI                                     | Andrea Arnold                             |
| 2009  | Festival du film de Motovun                           | Propeller of Motovun                              | Andrea Arnold                             |
| 2009  | Festival international du film norvégien de Haugesund | Norwegian Film Critics Award                      | Andrea Arnold                             |
| 2010  | British Academy Film Awards                           | Meilleur film britannique                         | Kees Kasander, Nick Laws et Andrea Arnold |
| 2010  | Evening Standard British Film Awards                  | Meilleur film                                     | Andrea Arnold                             |
| 2010  | Fantasporto                                           | Directors' Week Award du meilleur film            | Andrea Arnold                             |
| 2010  | Fantasporto                                           | Directors' Week Award du meilleur scénario        | Andrea Arnold                             |
| 2010  | London Critics Circle Film Awards                     | Film de l'année                                   | Andrea Arnold                             |
| 2010  | London Critics Circle Film Awards                     | Réalisateur britannique de l'année                | Andrea Arnold                             |
| 2010  | London Critics Circle Film Awards                     | Acteur britannique de l'année dans un second rôle | Michael Fassbender                        |
| 2010  | London Critics Circle Film Awards                     | Jeune acteur britannique de l'année               | Katie Jarvis                              |
| 2010  | National Board of Review                              | Top 10 des films indépendants                     |                                           |

### Nominations
| Année | Cérémonie ou récompense                     | Prix                                               | Lauréat(es)                |
| ----- | ------------------------------------------- | -------------------------------------------------- | -------------------------- |
| 2009  | British Independent Film Awards             | Meilleur film britannique indépendant              | Andrea Arnold              |
| 2009  | British Independent Film Awards             | Meilleure actrice                                  | Katie Jarvis               |
| 2009  | British Independent Film Awards             | Meilleur acteur dans un second rôle                | Michael Fassbender         |
| 2009  | British Independent Film Awards             | Meilleure actrice dans un second rôle              | Kierston Wareing           |
| 2009  | British Independent Film Awards             | Meilleur scénario                                  | Andrea Arnold              |
| 2009  | British Independent Film Awards             | Meilleure réussite technique                       | Robbie Ryan (photographie) |
| 2009  | Festival de Cannes                          | Palme d'or                                         | Andrea Arnold              |
| 2009  | Prix du film européen                       | Meilleur film                                      | Andrea Arnold              |
| 2009  | Prix du film européen                       | Meilleur réalisateur                               | Andrea Arnold              |
| 2009  | Prix du film européen                       | Meilleure actrice                                  | Katie Jarvis               |
| 2009  | Festival international du film de Stockholm | Cheval de bronze                                   | Andrea Arnold              |
| 2010  | Chicago Film Critics Association Awards     | Meilleur espoir                                    | Katie Jarvis               |
| 2010  | Empire Awards                               | Meilleur espoir                                    | Katie Jarvis               |
| 2010  | Evening Standard British Film Awards        | Meilleur espoir                                    | Katie Jarvis               |
| 2010  | Irish Film and Television Awards            | Meilleur acteur dans un second rôle                | Michael Fassbender         |
| 2010  | London Critics Circle Film Awards           | Actrice britannique de l'année                     | Katie Jarvis               |
| 2010  | London Critics Circle Film Awards           | Actrice britannique de l'année dans un second rôle | Kierston Wareing           |
| 2010  | Union de la critique de cinéma              | Grand prix                                         | Andrea Arnold              |
| 2011  | Bodil                                       | Meilleur film non-américain                        | Andrea Arnold              |
| 2011  | Chlotrudis Awards                           | Meilleure actrice                                  | Katie Jarvis               |
| 2011  | Chlotrudis Awards                           | Meilleur acteur dans un second rôle                | Michael Fassbender         |
| 2011  | Chlotrudis Awards                           | Meilleure actrice dans un second rôle              | Kierston Wareing           |
| 2011  | Roberts                                     | Meilleur film non-américain                        | Andrea Arnold              |

## Autour du film

### DVD et Blu-ray
Fish Tank est sorti en DVD et Blu-ray en 2010, édité par Artificial Eye au Royaume-Uni (en janvier) et MK2 Diffusion en France (en février). En février 2011, la collection de prestige américaine The Criterion Collection a réédité le film en haute-définition (DVD et Blu-Ray également). En plus des trois courts métrages de la réalisatrice, Milk (1998), Dog (2001) et Wasp (2003, Oscar du meilleur court métrage en prises de vues réelles) déjà présents sur l'édition DVD de MK2, la collection Criterion propose une interview vidéo de l'actrice Kierston Wareing, une conversation audio avec l'acteur Michael Fassbender, les archives des auditions, un diaporama de photos prises par Holly Horner, la bande-annonce originale diffusée dans les cinémas et un essai sur le film rédigé par l'universitaire spécialisé dans le cinéma Ian Christie, aussi disponible en ligne.